# Тэлерин
Тэ́лерин (кв. Telerin) — искусственный язык, созданный Дж. Р. Р. Толкином. Один из многих вымышленных языков созданного им мира — Средиземья.
Тэлерин напрямую происходит от общего тэлерина, изначального языка эльфов-тэлери или линдар. На протяжении Великого похода у него появилось много отличий с общеэльфийским языком, который сам происходил от прото-эльфийского, первичного языка всех квенди.
От общего тэлерина произошли как языки тэлери Валинора, синдарин, так и многие языки нандор.
Язык тэлери испытал сильное влияние квенья, и они очень близки по грамматической структуре. В тэлерине произошла замена звука /*kw/ на /p/; в реальном мире также произошла подобная замена — в бриттских языках, включая валлийский, который был основой для создания синдарина (см. Q-кельтские языки и P-кельтские языки).
Тэлерин — язык тех эльфов-тэлери, которые достигли Бессмертных Земель. Также тэлерин часто называется Линдаламбэ (язык линдар) (англ. Lindalambë).
Тэлерин может рассматриваться как наречие квенья, но сами тэлери считают его самостоятельным языком. Тэлерин был самым консервативным языком из всех эльфийских, соответственно — самым близким к общему тэлерину (из которого произошли синдарин и нандорин), и ближе к протоэльфийскому, чем другие, более поздние эльфийские языки.